# La Milesse
La Milesse is een gemeente in het Franse departement Sarthe (regio Pays de la Loire). De plaats maakt deel uit van het arrondissement Le Mans. La Milesse telde op 1 januari 2022 2.631 inwoners.

## Geografie
De oppervlakte van La Milesse bedroeg op 1 januari 2022 10,41 vierkante kilometer; de bevolkingsdichtheid was toen 252,7 inwoners per km².

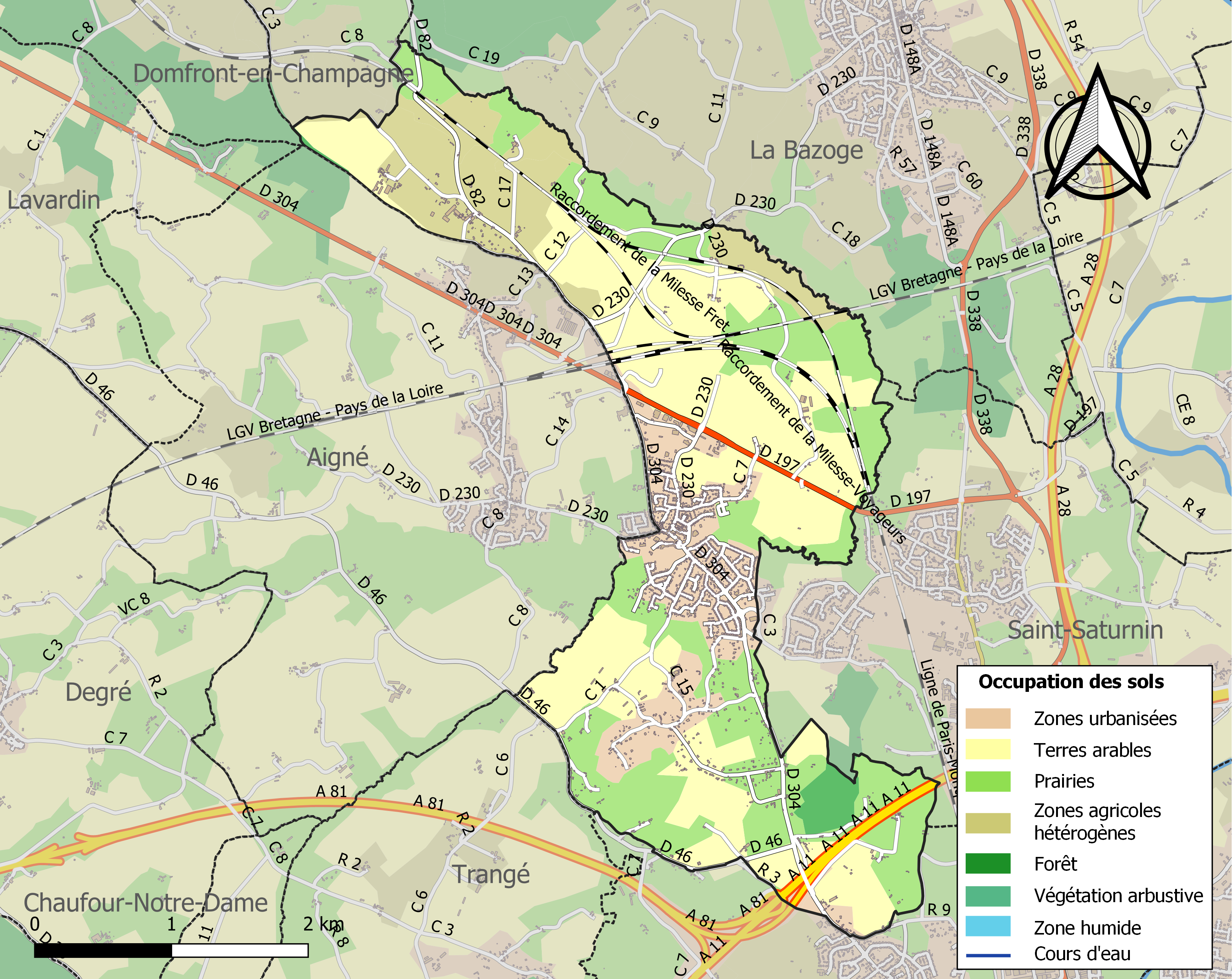
Kaart van de gemeente met de belangrijkste infrastructuur, bodemgebruik en omliggende gemeenten

## Demografie
Onderstaande figuur toont het verloop van het inwonertal (bron: INSEE-tellingen).